# Nihon Falcom
Nihon Falcom Corporation, couramment appelé Falcom, est une société japonaise d'édition et de développement de jeu vidéo fondée en mars 1981 par Masayuki Kato et basée à Tokyo. Elle a produit une grande quantité de titres sur la plupart des micro-ordinateurs et consoles de salon du marché japonais, notamment de nombreux RPG. Falcom a joué un rôle important dans la croissance de l'industrie du jeu sur PC au Japon, où elle a notoirement sorti le premier jeu de rôle japonais sur PC en 1983. Les séries les plus connues sont Ys, Dragon Slayer, Lord Monarch ou encore Vantage Master.

## Histoire
- Le 9 mars 1981, Masayuki Kato fonde Nihon Falcom.
- Le premier jeu développé par la société est Galactic Wars, sorti en 1982.
- En 2001, Masayuki Kato cède sa place de président de l'entreprise à Shinji Yamazaki.
- En décembre 2023, Masayuki Kato est nommé président du conseil d'administration de l'entreprise.
- Masayuki Kato, le fondateur de Nihon Falcom, décède le 15 décembre 2024 à l'âge de 78 ans[4].

## Liste de jeux
| Année | Titre                                                    | Plate-forme(s)                                                      |
| ----- | -------------------------------------------------------- | ------------------------------------------------------------------- |
| 1982  | Galactic Wars                                            | PC-8801                                                             |
| 1983  | Super Mahjong                                            | Sharp X1                                                            |
| 1983  | Bird Land                                                | PC-8801                                                             |
| 1983  | Computer the Golf                                        | PC-8801                                                             |
| 1983  | Horror House                                             | PC-8801                                                             |
| 1983  | Cosmo Fighter II                                         | X1                                                                  |
| 1983  | Super Horoscope Kanji Version                            | PC-8801                                                             |
| 1983  | Private Stripper                                         | PC-8801                                                             |
| 1983  | SSGN Covert Cruise Special Attack Strategy               | FM-8                                                                |
| 1983  | Panorama Island                                          | PC-8801                                                             |
| 1983  | Horror House Part-II                                     | PC-8801                                                             |
| 1984  | Monster House                                            | Sharp MZ                                                            |
| 1984  | Demon's Ring                                             | PC-8801                                                             |
| 1984  | Asteka                                                   | PC-8801                                                             |
| 1984  | The Threat of North                                      | PC-6001                                                             |
| 1984  | Escape from Twilight Zone                                | FM-7                                                                |
| 1984  | Dragon Slayer                                            | PC-8801                                                             |
| 1985  | Dragon Slayer II: Xanadu                                 | X1                                                                  |
| 1986  | Xanadu Scenario II                                       | PC-8801                                                             |
| 1986  | Dragon Slayer Jr: Romancia                               | X1                                                                  |
| 1986  | Tombs & Treasure                                         | PC-8801                                                             |
| 1987  | Ys I: Ancient Ys Vanished                                | PC-8801                                                             |
| 1987  | Legacy of the Wizard                                     | MSX 2, Famicom                                                      |
| 1987  | Sorcerian                                                | PC-8801                                                             |
| 1988  | Ys II: Ancient Ys Vanished - The Final Chapter           | PC-8801                                                             |
| 1989  | Star Trader                                              | PC-8801                                                             |
| 1989  | Ys III: Wanderers from Ys                                | PC-8801                                                             |
| 1989  | Dragon Slayer: The Legend of Heroes                      | PC-8801                                                             |
| 1990  | Dinosaur                                                 | PC-8801                                                             |
| 1991  | Lord Monarch                                             | PC-9801                                                             |
| 1991  | Brandish                                                 | PC-9801                                                             |
| 1991  | Popful Mail                                              | PC-8801                                                             |
| 1992  | Dragon Slayer: The Legend of Heroes II                   | PC-8801                                                             |
| 1993  | Brandish 2: Planet Buster                                | PC-9801                                                             |
| 1994  | The Legend of Xanadu                                     | PC-Engine                                                           |
| 1994  | The Legend of Heroes II: Prophecy of the Moonlight Witch | PC-9801                                                             |
| 1994  | Popful Mail                                              | Super Famicom                                                       |
| 1994  | Brandish 3: Spirit of Balcan                             | PC-9801                                                             |
| 1995  | Revival Xanadu                                           | PC-9801                                                             |
| 1995  | The Legend of Xanadu II                                  | PC Engine CD                                                        |
| 1995  | Revival Xanadu II Remix                                  | PC-9801                                                             |
| 1995  | Ys V: Lost Kefin, Kingdom of Sand                        | Super Famicom                                                       |
| 1996  | The Legend of Heroes: A Tear of Vermillion               | PC-9801                                                             |
| 1996  | Brandish VT                                              | PC-9801                                                             |
| 1996  | Lord Monarch Original                                    | Windows                                                             |
| 1997  | Lord Monarch First                                       | Windows                                                             |
| 1997  | Lord Monarch Pro                                         | Windows                                                             |
| 1997  | Sorcerian Forever                                        | Windows                                                             |
| 1997  | Vantage Master                                           | Windows                                                             |
| 1998  | Ys I Eternal                                             | Windows                                                             |
| 1998  | Vantage Master V2                                        | Windows                                                             |
| 1998  | Monarch Monarch                                          | Windows                                                             |
| 1998  | Brandish 4                                               | Windows                                                             |
| 1999  | The Legend of Heroes III: Song of the Ocean              | Windows                                                             |
| 2000  | Ys II Eternal                                            | Windows                                                             |
| 2000  | Sorcerian Original                                       | Windows                                                             |
| 2001  | Ys I & II Complete                                       | Windows                                                             |
| 2001  | Zwei: The Arges Adventure                                | Windows                                                             |
| 2002  | VM Japan                                                 | Windows                                                             |
| 2002  | Dinosaur Resurrection                                    | Windows                                                             |
| 2003  | Ys VI: The Ark of Napishtim                              | Windows, PlayStation 2, mobile, PlayStation Portable                |
| 2004  | The Legend of Heroes: Trails in the Sky                  | Windows, PlayStation Portable, PlayStation 3, PlayStation Vita      |
| 2004  | Gurumin: A Monstrous Adventure                           | Windows, PlayStation Portable, Nintendo 3DS                         |
| 2005  | Rinne                                                    | Windows                                                             |
| 2005  | Ys: The Oath in Felghana                                 | Windows, PlayStation Portable                                       |
| 2005  | Xanadu Next                                              | N-Gage, Windows                                                     |
| 2006  | The Legend of Heroes: Trails in the Sky SC               | Windows, PlayStation Portable, PlayStation 3, PlayStation Vita      |
| 2006  | Ys Origin                                                | Windows, PlayStation 4, PlayStation Vita, Nintendo Switch, Xbox One |
| 2007  | The Legend of Heroes: Trails in the Sky the 3rd          | Windows, PlayStation Portable, PlayStation 3, PlayStation Vita      |
| 2008  | Vantage Master Portable                                  | PlayStation Portable                                                |
| 2008  | Zwei: The Ilvard Insurrection                            | Windows                                                             |
| 2009  | Brandish: The Dark Revenant                              | PlayStation Portable                                                |
| 2009  | Ys I & II Chronicles                                     | PlayStation Portable, Windows                                       |
| 2009  | Ys Seven                                                 | PlayStation Portable, Windows                                       |
| 2010  | Ys vs. Sora no Kiseki: Alternative Saga                  | PlayStation Portable                                                |
| 2010  | The Legend of Heroes: Zero no Kiseki                     | PlayStation Portable                                                |
| 2011  | The Legend of Heroes: Ao no Kiseki                       | PlayStation Portable                                                |
| 2012  | Nayuta no Kiseki                                         | PlayStation Portable                                                |
| 2012  | Ys: Memories of Celceta                                  | Playstation 4, PlayStation Vita, Windows                            |
| 2013  | The Legend of Heroes: Trails of Cold Steel               | PlayStation 3, PlayStation Vita, Windows, PlayStation 4             |
| 2014  | The Legend of Heroes: Trails of Cold Steel II            | PlayStation 3, PlayStation Vita, Windows, PlayStation 4             |
| 2015  | Tokyo Xanadu                                             | PlayStation Vita, PlayStation 4, Windows                            |
| 2016  | Ys VIII: Lacrimosa of Dana                               | PlayStation Vita, PlayStation 4, Windows, Nintendo Switch           |
| 2017  | The Legend of Heroes: Trails of Cold Steel III           | PlayStation 4, Windows, Nintendo Switch                             |
| 2018  | The Legend of Heroes: Trails of Cold Steel IV            | PlayStation 4, Nintendo Switch                                      |
| 2019  | Ys IX: Monstrum Nox                                      | PlayStation 4, Nintendo Switch                                      |
| 2020  | The Legend of Heroes: Trails into Reverie                | PlayStation 4, Nintendo Switch, Windows                             |
| 2021  | The Legend of Heroes: Trails through Daybreak            | PlayStation 4, PlayStation 5, Nintendo Switch, Windows              |
| 2022  | The Legend of Heroes: Trails through Daybreak II         | PlayStation 4, PlayStation 5, Nintendo Switch, Windows              |
| 2023  | Ys X: Nordics                                            | PlayStation 4, PlayStation 5, Nintendo Switch, Windows              |
| 2024  | The Legend of Heroes: Kai no Kiseki (titre japonais)     | PlayStation 4, PlayStation 5, Windows                               |
| 2025  | The Legend of Heroes: Trails in the Sky 1st Chapter      | PlayStation 5, Nintendo Switch, Windows                             |

## Compilations
- 1997 - Falcom Classics sur Saturn ;
- 1998 - Falcom Classics II sur Saturn ;
- 1999 - Falcom Classics Collection sur Saturn.